# La nimfa del bosc
La nimfa del bosc (en suec⁣: Skogsrået; subtitulada Balada clàssica per a qorquestra), op. 15, és un poema simfònic programàtic per a orquestra compost entre 1894 i 1895 pel compositor finlandès Jean Sibelius. La balada, que es va estrenar el 17 d'abril de 1895 a Hèlsinki, Finlàndia, sota la direcció de Sibelius, segueix el poema de 1882 de l'escriptor suec Viktor Rydberg amb el mateix títol, en què un jove, Björn, vaga pel bosc i és seduït i conduït a la desesperació per una skogsrå, o nimfa del bosc. El poema simfònic consta de quatre apartats informals, cadascun dels quals correspon a una de les quatre estrofes del poema i evoca l'estat d'ànim d'un episodi concret: primer, vigor heroic; segon, activitat frenètica; tercer, l'amor sensual; i quart, un dolor inconsolable.
La nimfa del bosc es va interpretar tres vegades més aquella dècada, i després, a petició del compositor, una altra vegada el 1936. Mai publicada, s'havia pensat que la balada era comparable a obres insubstancials i juvenils que Sibelius havia suprimit fins que el musicòleg finlandès Kari Kilpeläinen va "redescobrir" el manuscrit als arxius de la Universitat de Hèlsinki, "[agafant] Finlàndia i el món musical, per sorpresa". Osmo Vänskä i l'⁣Orquestra Simfònica de Lahti van donar a la balada la seva "estrena" moderna el 9 de febrer de 1996. Tot i que la partitura havia estat efectivament "perduda" durant seixanta anys, el seu material temàtic s'havia conegut en forma abreujada a través d'un melodrama per a narrador, piano, dues trompes i cordes. Sibelius probablement va organitzar el melodrama a partir del poema simfònic, tot i que va afirmar el contrari. Alguns crítics, tot i que admeten la bellesa de les idees musicals, han criticat al compositor per confiar excessivament en la narrativa del material original i per la manca de l'estructura rigorosament unificada que va caracteritzar la seva producció posterior, mentre que d'altres, com Veijo Murtomäki, l'han aclamat com una "obra mestra" digna de classificar-se entre les millors obres orquestrals de Sibelius.

## Composició
Sibelius admirava Rydberg i sovint va musicar la seva poesia, inclòs el melodrama Snöfrid, op. 29, i el Cant de guerra de Tirteu. El poema Skogsrået es va publicar per primera vegada el 1882, i el 1883 el futur amic de Sibelius, l'artista Akseli Gallen-Kallela, el va il·lustrar. El 1888 o 1889, més o menys quan es van conèixer, Sibelius va musicar Skogsrået per a veu i piano. Aquest escenari no té relació musical amb el tractament de Sibelius de 1894–95.

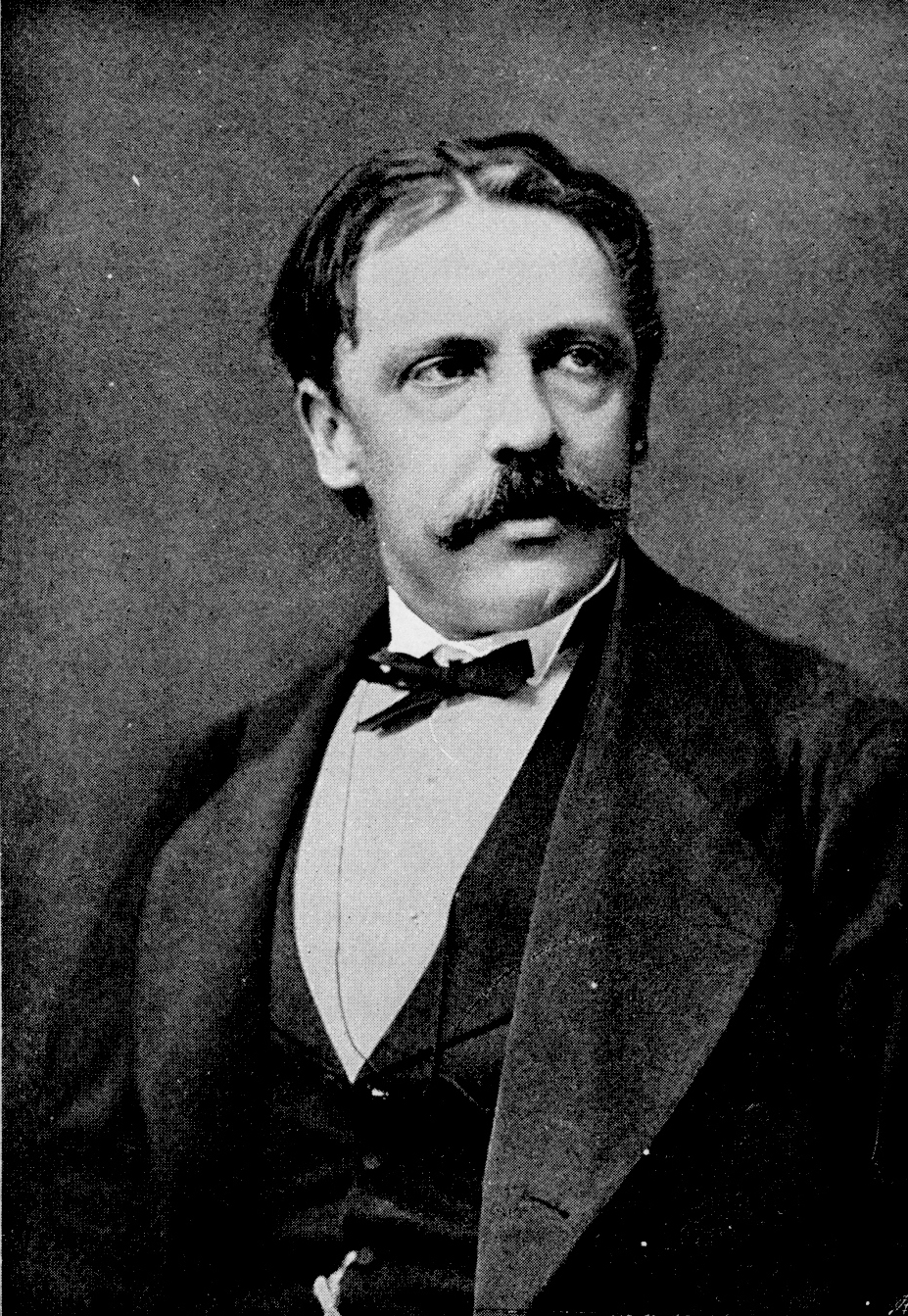
Rydberg el 1876

El 1894, tot i que Sibelius era una figura nacional a Finlàndia i havia completat obres importants com Kullervo i la Suite Karelia, encara lluitava per alliberar-se dels models wagnerians i desenvolupar un estil realment individual. L'origen del poema simfònic segueix sent fosc, però La nimfa del bosc pot haver evolucionat a poc a poc a partir de la música per a una òpera verista que Sibelius havia planejat però que mai va portar a terme. El llibret, tal com es relata en una carta de Sibelius datada el 28 de juliol de 1894, explica la història d'un jove estudiant compromès que, mentre viatja a l'estranger, coneix i és atret per una ballarina exòtica. Al seu retorn, l'estudiant descriu el ball i el ballarí tan vívidament que la seva promesa conclou que ha estat infidel; l'òpera acaba amb una processó fúnebre per a la promesa de l'estudiant (la carta no està clara pel que fa a la causa de la seva mort). A més, en una carta del 10 d'agost de 1894, Sibelius informa la seva dona, Aino, d'una nova composició "a l'estil d'una marxa". Murtomäki argumenta que Sibelius va adaptar fàcilment les seves idees musicals anteriors a la trama de Skogsrået: la marxa es va convertir en el tema de Björn a partir de la primera secció de La nimfa del bosc, el protagonista "s'emporta (a l'estranger)" es va convertir en la persecució frenètica de la segona, la infidelitat amb el ballarí es va convertir en la seducció del malvat skogsrå en el tercer, i la processó fúnebre de l'òpera es va convertir en la desesperació de Björn al final.
Tot i que tant el poema simfònic com el melodrama sortirien d'aquest material, no és clar quina forma musical va utilitzar Sibelius inicialment per abordar el poema de Rydberg. A la dècada de 1930, el compositor va afirmar que havia compost per primera vegada el melodrama (estrenat el 9 de març de 1895 en una bola de loteria en benefici del Teatre Finlandès on va ser narrat per Axel Ahlberg), només per adonar-se posteriorment que "el material permetria un tractament més extens" com a poema simfònic. Els estudiosos, però, han qüestionat aquesta cronologia, argumentant que, donada l'estrena del poema simfònic un mes després, és "improbable, si no totalment impossible" que Sibelius hagués ampliat el melodrama tan ràpidament. Probablement va "comprimir" el poema simfònic anterior, eliminant ponts i repeticions, per produir el melodrama simplificat. El manuscrit del melodrama té moltes menys correccions que el manuscrit del poema simfònic, que sosté aquesta visió. Sibelius també va organitzar la conclusió per a piano sol.

## Representacions

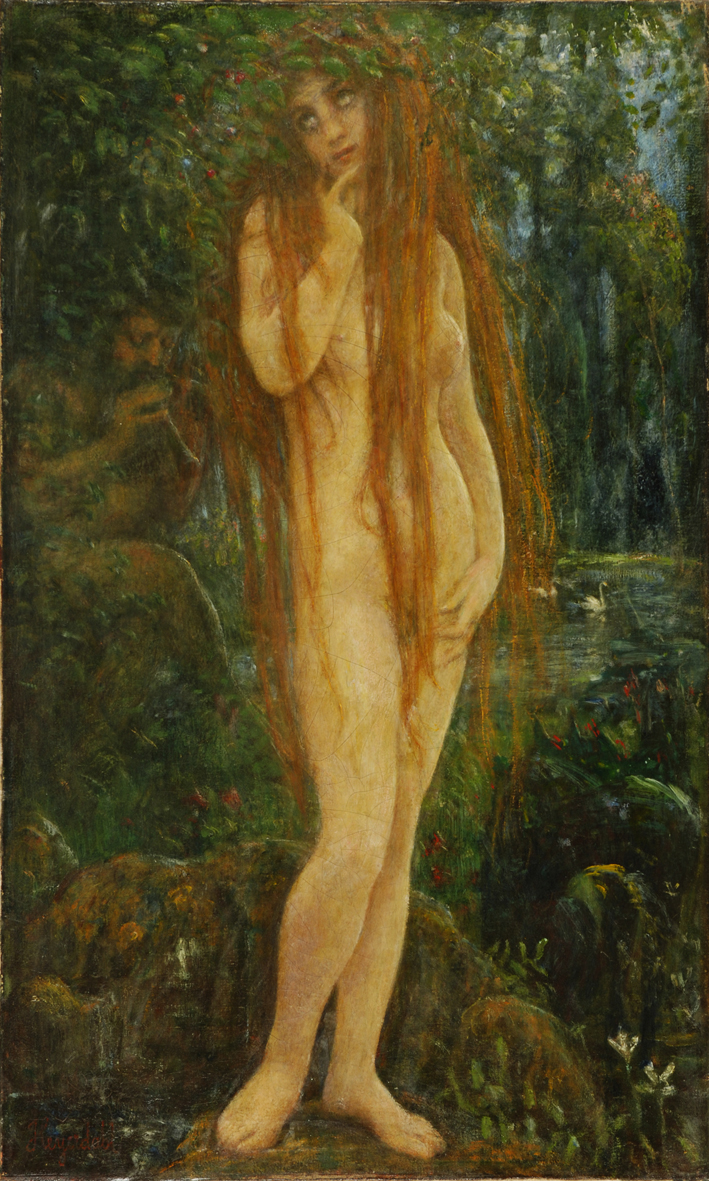
Nymfen del pintor realista noruec Hans Heyerdahl, c. 1890

El poema simfònic es va estrenar el 17 d'abril de 1895, a la Gran Sala de la Universitat de Hèlsinki, amb el mateix Sibelius dirigint la Societat Filharmònica de Hèlsinki⁣; el programa també incloïa el poema simfònic Vårsång (Cançó de primavera) i seleccions de la Suite Karelia. Dos dies després es va repetir l'actuació. Malgrat la seva acollida positiva, La nimfa del bosc només es tocaria cinc vegades més en vida de Sibelius: dues vegades a Turku el 29 i el 30 de novembre de 1897; dues vegades a Hèlsinki a l'estrena de la seva Simfonia núm. 1 els dies 26 i 30 d'abril de 1899 (un esdeveniment molt important en la carrera de Sibelius, i una mostra que considerava La nimfa del bosc com un digne contrapunt a la simfonia ); i, després d'una pausa de 37 anys, una vegada a Hèlsinki el 27 d'octubre de 1936. Sibelius, que tenia setanta anys i s'havia retirat a Ainola, no va estar present a aquesta darrera actuació, tot i que sembla que va seleccionar personalment La nimfa del bosc per al programa; Georg Schnéevoigt, que va retallar àmpliament la partitura per tal d'adaptar l'actuació al temps assignat a l'emissió de ràdio, va dirigir la Filharmònica de Hèlsinki, amb la presència del president Pehr Evind Svinhufvud, el primer ministre Kyösti Kallio i el mariscal Carl Gustaf Emil Mannerheim.
Després de 1936, La nimfa del bosc va tornar a desaparèixer del repertori. Al llarg de la seva carrera, Sibelius va tenir problemes amb "blocs" creatius i atacs de depressió. Això el va portar a cremar partitures quan es va sentir incapaç de revisar-les al nivell que exigia. Aquest va ser el destí més notori de la Simfonia núm. 8, però també de moltes obres dels anys 1880 i 1890. No obstant això, no va destruir La nimfa del bosc. La balada va quedar descuidada entre les més de 10.000 pàgines de documents i partitures que la família del compositor havia dipositat el 1982 a l'arxiu de la Biblioteca de la Universitat de Hèlsinki. L'obra va ser "redescoberta" per l'expert en manuscrits Kari Kilpeläinen; la seva inspecció posterior per Fabian Dahlström "va agafar Finlàndia, i el món musical, per sorpresa": el poema simfònic, de 22 minuts de durada i amb partitura per a orquestra completa. La nimfa del bosc va rebre la seva 'estrena mundial' moderna el 9 de febrer de 1996 per l'Orquestra Simfònica de Lahti, amb Osmo Vänskä a la direcció. Vänskä havia rebut el permís de la família de Sibelius per executar l'obra. Per necessitat, Vänskä va complementar el manuscrit, ple d'edicions i, per tant, "molt difícil de llegir" aïlladament, amb notes de l'actuació de 1936. El 2006, Breitkopf & Härtel van publicar la primera edició de La nimfa del bosc.

## Orquestració
- Vent fusta⁣: flautí, 2 flautes, 2 oboès, 2 clarinets, clarinet baix, 2 fagots
- Metall⁣: 4 trompes, 3 trompetes, 3 trombons
- Percussió⁣: timbals, triangle, bombo, plats, tamborí
- Cordes⁣: violins, violes, violoncels, contrabaix

## Estructura
El 1893, Sibelius havia expressat la seva creença en la necessitat de la motivació poètica en la música en una carta al poeta J. H. Erkko, "Crec que la música sola, que és la música absoluta, no pot satisfer. Desperta sentiments i estats d'ànim però sempre ens queda alguna cosa insatisfeta a l'ànima..." En una carta a Aino de l'agost de 1894, Sibelius va afirmar ser "realment un pintor de tons i un poeta" en el motlle dels poemes simfònics de Liszt. A La nimfa del bosc, Sibelius s'adhereix estretament a l'estructura narrativa del poema de Rydberg, tant és així que a l'estrena de 1895, els membres del públic van rebre còpies del material d'origen, cosa que indica la centralitat de l'argument de Rydberg en l'actuació. A causa de les seves qualitats programàtiques, els musicòlegs solen descriure La nimfa del bosc, encara que en un moviment, com que consta de quatre seccions informals o "tableaux dramàtics", cadascun dels quals correspon a una de les quatre estrofes del poema:
1. Alla marcia
2. Vivace assai—Molto vivace
3. Moderato
4. Molto lento

### Primera secció
Björn, "un noi alt i guapo", és anunciat per una heroica fanfàrria del metall. La seva força i bona aparença han despertat "els esperits astuts", i de camí cap a una festa un vespre d'estiu, queda encisat pel "cant" del bosc. La música d'obertura, "ventosa" i triomfant en do major, recorda l'Obertura de Karelia, op. 10 (que no s'ha de confondre amb la Suite Karelia, op. 11) que Sibelius havia escrit el 1893, i no traeix cap senyal del destí imminent de Björn. El tema de Björn es recapitula al final de la segona secció.
Audio playback is not supported in your browser. You can download the audio file.

### Segona secció
Björn "de bon grat però sota coacció", s'enfonsa en el bosc nòrdic màgic i és encantat per nans malvats i entremaliats, que "teixeixen una xarxa de raigs de lluna" i "riuen roncament del seu presoner". Considerada per alguns crítics com la secció més sorprenent del poema simfònic, la música "protominimalista" en la menor és alhora hipnòtica i deliciosament propulsora: Sibelius repeteix i reelabora el mateix motiu breu (pertanyent inicialment als clarinets) en un ric tapís de vent de fusta, accelerant el tempo i afegint trompes fora de ritme i trombons palpitants, per produir el que Murtomäki ha descrit com un "camp sonor modal-diatònic".
Audio playback is not supported in your browser. You can download the audio file.

### Tercera secció

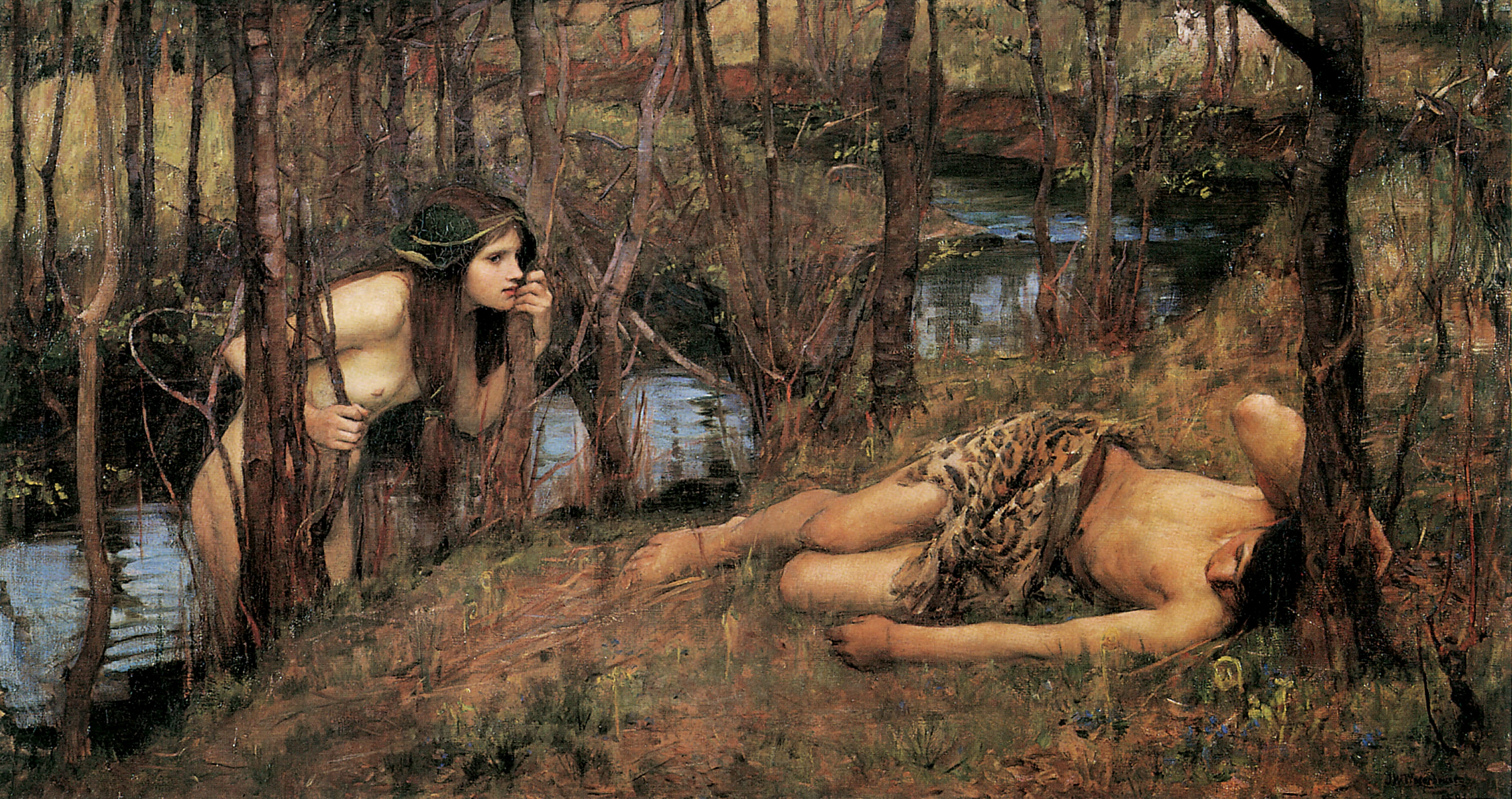
El tema d'un home mortal (en aquest cas, el dormit Hylas), seduït i condemnant per una dona sobrenatural, és un motiu perdurable en el folklore i l'art. Aquí tenim "Hylas amb una Nimfa, 1893," de John William Waterhouse.

Björn troba i és seduït per una bella nimfa del bosc (skogsrå). La música sensual de nit d'estiu en do sostingut major està "banyada en una resplendor eròtica"; una cantilena solista del violoncel, unida per cordes de trompa i pizzicato, que representa els avenços eròtics de la nimfa. "Qui podria resistir-se", ha escrit Glenda Dawn Goss en simulació de defensa, "la seva veu gutural solista del violoncel [de la nimfa], els seus moviments de balanceig sensual, una extremitat blanca albirada, suau com la mel, sota una bata blanca com la lluna, un dolç pit?"
Audio playback is not supported in your browser. You can download the audio file.

### Quarta secció
Havent perdut qualsevol esperança de felicitat terrenal (en el folklore suec, un home que va sucumbir a l'skogsrå estava condemnat a perdre la seva ànima), Björn es desespera. La música muta de l'eròtic do sostingut major a una fosca i trista "marxa fúnebre" en do sostingut menor. A mesura que el tema ondulant i "dolorós" del violí xoca contra el metall, Björn es queda amb un "dol inconsolable", obsessionat amb la memòria del skogsrå. "Pràcticament mai s'ha escrit música", va escriure el crític musical del diari Uusi Suometar després de l'actuació de 1899, "que descriuria més clarament el remordiment".
Audio playback is not supported in your browser. You can download the audio file.

## Recepció
Tot i que va ser ben rebuda a la seva estrena, l'opinió crítica sobre el mèrit de La nimfa del bosc ha variat. Després de l'estrena de 1895, Oskar Merikanto, escrivint a Päivälehti, va elogiar Sibelius per haver recreat "de manera magistral" la trama de Rydberg amb l'ús de "colors únics i fascinants", mentre que el crític Karl Flodin es va queixar a Nya Pressen que era "sens dubte massa llarg". L'opinió moderna ha estat igualment equívoca. Tot i que admet que La nimfa del boscconté "algunes idees melòdiques esplèndides" i una "partitura luxosa", Erik Tawaststjerna ha caracteritzat l'obra com l'"experiment" d'un compositor "encara intentant trobar els seus peus en el poema simfònic", suggerint que Sibelius depèn massa de l'estructura narrativa de la font del material. Murtomäki, tot i que elogia la balada per la seva "frescor de visió no forçada i audàcia tonal" i "personatges ben elaborats, originals i inventius", està d'acord amb Tawaststjerna que TLa nimfa del bosc és massa episòdic en la construcció:
En conjunt, Skogsrået no és un organisme altament unificat com les grans obres orquestrals posteriors de Sibelius: les quatre llegendes Lemminkäinen i les dues primeres simfonies... El problema formal és que els enllaços, en la seva majoria, falten; Sibelius simplement juxtaposa diferents seccions formals sense elements connectius que suavitzin les unions. En vista del seu domini posterior de l'"art de la transició", aconseguit superposant subtilment diferents textures i tempos, a Skogsrået Sibelius encara està al començament del seu desenvolupament.

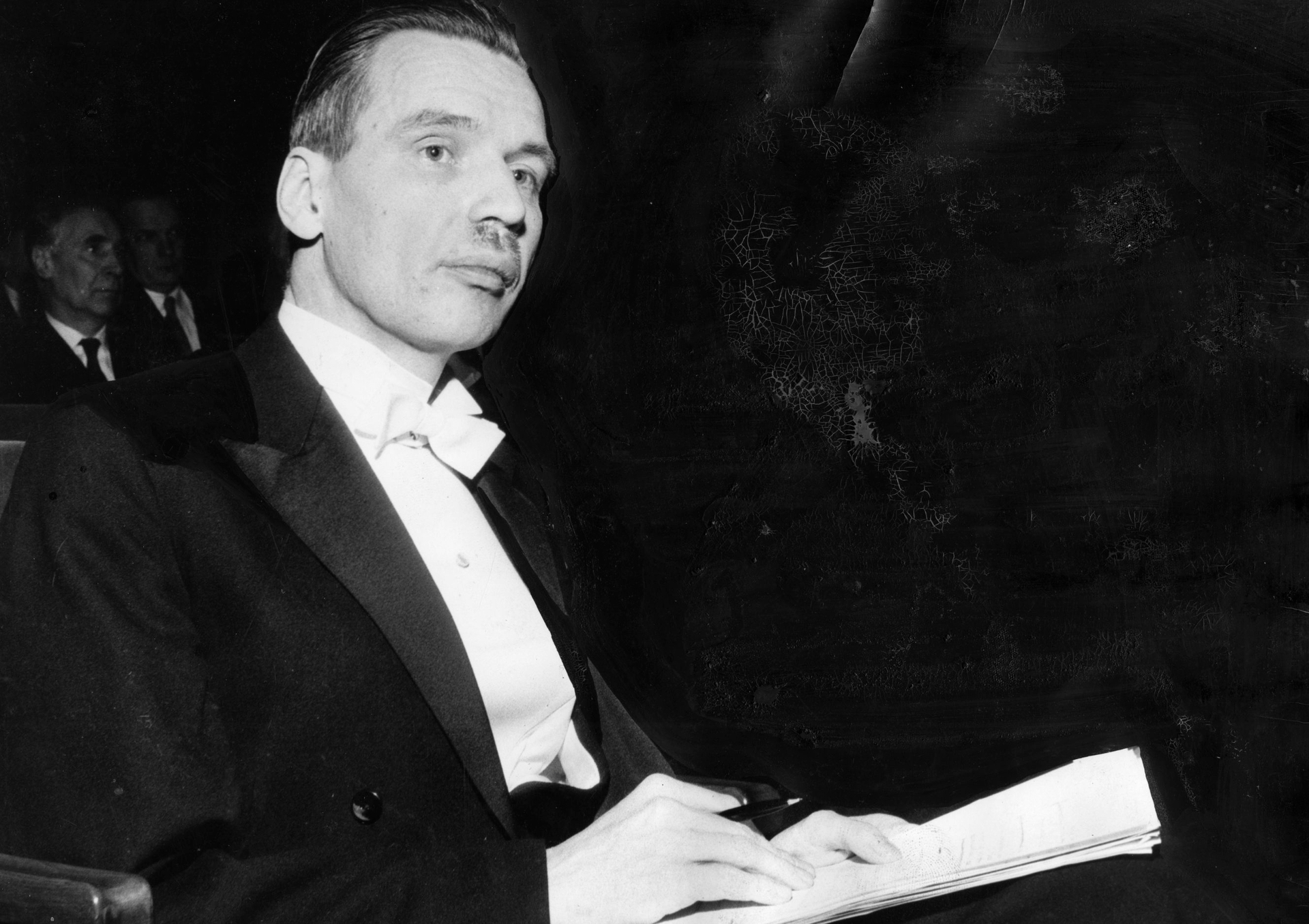
Erik Tawaststjerna, musicòleg, amic i biògraf de Sibelius

Guy Rickards, coincidint que La nimfa del bosc "mai s'escapa de la dependència dels versos", s'ha fet ressò de Tawaststjerna en preguntar-se què hauria estat si Sibelius hagués tornat en la seva maduresa a La nimfa del bosc, com ho va fer amb En saga. La resposta del compositor finlandès Kalevi Aho ha estat similar, qualificant la balada d'"una obra interessant" que necessita "més poliment". El director finlandès Osmo Vänskä, però, ha defensat la balada. "És una peça tremenda", ha dit Vänskä en una entrevista. "Ell [Sibelius] mai va aconseguir revisar-la, però no hi ha res dolent amb la música. Sibelius mai va prohibir la interpretació de La nimfa del bosc". Estilísticament, els estudiosos han detectat a TLa nimfa del bosc la influència de Richard Wagner. Murtomäki, per exemple, descobreix el "vocabulari harmònic eròtic" de Tristan und Isolde a la tercera secció i el "motiu de la qüestió prohibida" de Lohengrin a la marxa fúnebre del final. A la llum de la "resposta nietzscheana " de Sibelius a les òperes de Wagner (inicialment enamorat, Sibelius el juliol de 1894 havia repudiat les idees de Wagner com a "calculades" i "fabricades"), aquestes observacions són d'especial interès perquè il·lustren fins a quin punt Sibelius, a l'època de La nimfa del bosc, encara no havia aconseguit trencar amb el mestre alemany.

## Anàlisi

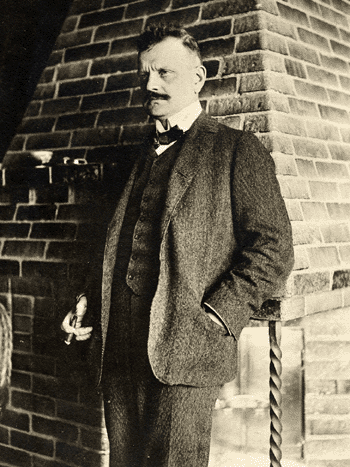
Sibelius el 1907

### Detalls autobiogràfics
Alguns musicòlegs han especulat que La nimfa del bosc és potencialment autobiogràfic. Murtomäki, sobretot, ha argumentat que la representació del poema simfònic d'"una conjunció sexual fatal" entre Björn i l'skogsrå és una possible al·lusió a les indiscrecions juvenils del mateix compositor. "El fort element autobiogràfic a Skogsrået és inconfusible", ha escrit Murtomäki, i afegeix que a la balada, "Sibelius probablement confessa una aventura a Aino". Per a Murtomäki, el caràcter fútil de La nimfa del bosc és clau, ja que en el gènere "s'esperava que el cantant/contacontes/compositor es revelés". En aquella època, era habitual que les primeres parelles sexuals dels homes de la classe de Sibelius fossin prostitutes. Murtomäki diu que "En la seva vida sexual oculta o "no oficial", van experimentar un cert tipus d'aventures sexuals femenines que les seves dones no podien igualar fàcilment". Hipòtesi que La nimfa del bosc i altres composicions contemporànies van ser el mètode de Sibelius per fer front a les conseqüències emocionals d'això i la seva culpa envers la seva dona Aino.
Amb el seu enfocament en la fantasia sexual, La nimfa del bosc difereix clarament del poema de Rydberg Snöfrid que Sibelius va situar el 1900. En Snöfrid, Gunnar, l'heroi patriòtic, es resisteix a l'"abraçada" sensual d'una nimfa de l'aigua per, en canvi, "lluitar contra la lluita desesperada" pel seu país i "morir sense nom". El contrast entre Björn i Gunnar, argumenta Murtomäki, reflecteix la transformació personal de Sibelius: coronat com a "heroi nacional" després de l'estrena de la Simfonia núm. 1 el 1899, Sibelius volia demostrar que havia "superat el seu primer aventurisme" i va aprendre a situar el país davant l'excés "llibertí". La conclusió de Murtomäki, però, no és universalment acceptada. David Fanning, en la seva ressenya del volum editat en què apareix l'assaig de Murtomäki, titlla com a "dubtoses" i "tendents" aquestes especulacions autobiogràfiques. Per Fanning: "Per a Murtomäki cada acord mig disminuït sembla ser un acord de Tristany, amb tot el bagatge simbòlic que comporta... Aquesta hermenèutica a mitges confusa i aliena... on l'entusiasme s'ha deixat de tant en tant amotinar".

### Falta de publicació
Per què Sibelius no hauria d'haver preparat La nimfa del bosc per a la seva publicació és una qüestió que ha deixat perplexos els estudiosos. Per consell de Ferruccio Busoni, Sibelius el 1895 va oferir La nimfa del bosc a l'editor musical rus Mitrofan Belyayev, però no va ser publicat. Murtomäki ha suggerit que Sibelius, tot i haver estat comtent de La nimfa del bosc, no estava "segur del veritable valor" de la seva producció a partir de la dècada de 1890, una ambivalència que potser s'il·lustra millor amb la història de publicacions a poc a poc i les múltiples revisions de les quatre llegendes de Lemminkäinen (que apareixen al diari del compositor de 1911 sota una llista d'obres per reescriure, La nimfa del bosc, també, sembla haver estat programada per Sibelius per a un reexamen, tot i que mai es va produir). Els estudiosos han ofert una sèrie d'explicacions sobre per què Sibelius podria haver "donat l'esquena" a les seves primeres composicions. Potser, com a mestre, va mirar enrere les obres de la seva joventut com a tècnicament "inferiors" a la seva producció madura; o, com a artista en evolució, va buscar allunyar-se de les exclamacions nacionalistes i apassionades mentre desenvolupava el seu propi estil musical únic i pretenia la transició d'"heroi local" a "compositor internacional"; o, com a gran estadista, temia haver-se "revelat massa" a les primeres obres "confessionals", com En saga, Lemminkäinen i Les donzelles de l'illa i La nimfa del bosc. En absència de cap informació nova dels articles de Sibelius, però, la raó per la qual La nimfa del bosc no es va publicar mai "sembla condemnada a seguir sent un tema d'especulació".

## Discografia
Fins i tot després de l'onada de publicitat que va seguir el seu ressorgiment, La nimfa del bosc roman rarament enregistrada en comparació amb altres obres primerenques de Sibelius. Va rebre la seva estrena mundial el 1996 sota el segell BIS amb Osmo Vänskä al capdavant de l'Orquestra Simfònica de Lahti. Part del material musical no va estar disponible fins a la publicació de l'edició crítica de Breitkopf & Härtel JSW el 2006 i, per tant, no es va incloure en enregistraments anteriors. La versió de 1888 per a veu i piano ha estat gravada per Anne Sofie von Otter. Erik Tawaststjerna també va gravar la versió per a piano sol juntament amb la resta de transcripcions per a piano de Sibelius. L'enregistrament de Vänskä de 1996 també va incloure el primer enregistrament del melodrama, narrat per Lasse Pöysti.
| Director        | Orquestra                                 | Gravat | Durada | Disponible a             |
| --------------- | ----------------------------------------- | ------ | ------ | ------------------------ |
| Osmo Vänskä     | Orquestra Simfònica de Lahti              | 1996   | 21:36  | BIS (BIS-CD-815)         |
| Shuntaro Sato   | Orquestra Simfònica Kuopio                | 2003   | 22:22  | Finlàndia (0927-49598-2) |
| Osmo Vänskä     | Orquestra Simfònica de Lahti              | 2006   | 21:37  | BIS (BIS-SACD-1745)      |
| Douglas Bostock | Orquestra Filharmònica de Göteborg-Aarhus | 2007   | 21:05  | Clàssic (CLASSCD733)     |
| John Storgårds  | Orquestra Filharmònica de Hèlsinki        | 2010   | 24:05  | Ondine (ODE 1147-2)      |